# 稀子蕨
稀子蕨（學名：Monachosorum henryi Christ），為碗蕨科稀子蕨屬的植物。由於稀子蕨屬家族全球只有3種，也有學者將其獨立為稀子蕨科。

## 別稱
佛子蕨、觀音蓮、零餘子蕨。

## 習性
地生，生長在林下遮蔭且腐植質豐富的環境。

## 分布
中國大陸西南部、喜馬拉雅山區、中南半島、臺灣低、中海拔山區（約海拔1000到2000公尺）之闊葉樹林陰濕地可見。
稀子蕨的分布狀況和臺灣多種裸子植物類似，產於喜馬拉雅山東部一帶和臺灣，這個範圍是200萬至1萬年前冰河期之際全球最大的避難所，因此稀子蕨可能是冰河期當時生物避難所遺留下來的物種。

## 特徵

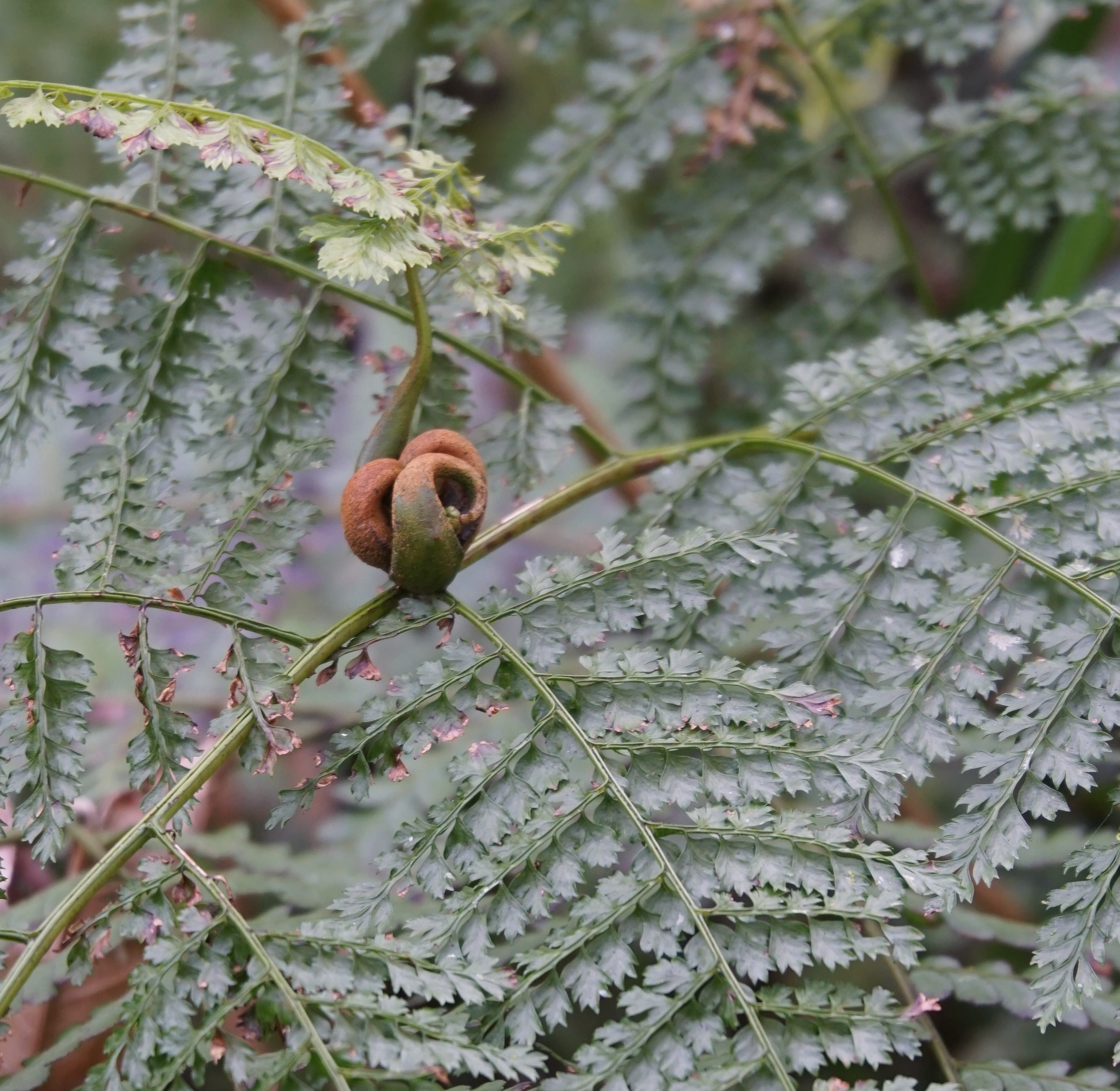
稀子蕨的不定芽

多年生蕨類植物；根莖短且斜生（ascending）；葉叢生，葉柄長25～50cm，基部暗褐色，密被腺毛；葉片卵形至三角形，長30～60cm，寬20～35cm，三到四回羽狀複葉，草質，先端銳尖（acute），末羽片橢圓形，葉軸表面常有拳頭狀不定芽，羽軸表面有時也有，落地後可萌出新株，葉近軸面與遠軸面相似；孢子囊群無孢膜、圓形，著生於側脈頂端。
有些蕨類的不定芽成熟後會被風或水帶走，如東方狗脊蕨，然而稀子蕨的芽太大太重，無法乘風離去，且長在林下遮蔭處、不靠水邊，很難藉著水離開。那麼，花了比別人更多的能量來生長比其他蕨類都顯得龐大的不定芽，似乎不是明智之舉，幸好這種在冰河時期於臺灣避難的蕨類，於中海拔找到了適合它的環境，所以族群不少。

## 應用
稀子蕨的不定芽可以食用，不但是許多野生動物的美食，也有紀錄表示原住民族會食用稀子蕨的不定芽，烤熟後味道如帶有草味的花生。